# Riccardo De Magistris
Riccardo De Magistris (* 2. Juni 1954 in Florenz) ist ein ehemaliger italienischer Wasserballspieler. Mit der italienischen Nationalmannschaft wurde er Olympiazweiter 1976 und Europameisterschaftsdritter 1977.

## Sportliche Karriere
Der 1,90 m große Riccardo De Magistris nahm 1976 an den Olympischen Spielen in Montreal teil. Die Italiener gewannen ihre Vorrundengruppe und erreichten in der Hauptrunde zwei Siege sowie zwei Unentschieden und verloren gegen die Ungarn. Damit gewannen die Ungarn die Goldmedaille vor den Italienern, die gegenüber den Niederländern das bessere Torverhältnis aufwiesen. Riccardo De Magistris wurde in allen acht Partien eingesetzt, konnte aber kein Tor erzielen. Im Jahr darauf bei der Europameisterschaft 1977 in Jonköping siegten die Ungarn vor der jugoslawischen Mannschaft, die Italiener erhielten die Bronzemedaille.
Riccardo De Magistris spielte für Rari Nantes Florentia, 1976 war er italienischer Meister. Sein älterer Bruder Gianni De Magistris war 1976 und 1977 ebenfalls Mitglied der italienischen Nationalmannschaft.